# Abborrtjärnen (Hällesjö socken, Jämtland, 697251-152799)
Abborrtjärnen är en sjö i Bräcke kommun i Jämtland och ingår i Ljungans huvudavrinningsområde.